# Jakub Ilewicz
Jakub Ilewicz (ur. 10 sierpnia 1987 w Bielsku-Białej) – polski narciarz alpejski, dwukrotny indywidualny Mistrz Polski.
Reprezentant klubu AZS-AWF Katowice. Zadebiutował w Pucharze Świata w zawodach sezonu 2008/2009 w Kranjska Gora.
Aktualnie prowadzi szkołę narciarską Jakub Ilewicz Akademia Narciarska

## Osiągnięcia[1]
- dwukrotny indywidualny Mistrz Polski: 2012, 2013
- dziewiętnastokrotny zwycięzca międzynarodowych zawodów FIS
- wielokrotny medalista mistrzostw Polski